# おねがいアワー・みずほ先生の個人授業
おねがいアワー・みずほ先生の個人授業（おねがいアワー・みずほせんせいのこじんじゅぎょう）は、2004年5月21日～2005年3月25日に放送された、TVアニメ「おねがい☆ティーチャー」、「おねがい☆ツインズ」のインターネットラジオ番組で、「おねがいツインズ・みずほ先生とはちみつツインズ」（ラジオ大阪･2003年7月～2004年3月放送）の後続番組。
パーソナリティーは引き続き井上喜久子。

## 番組コーナー
みずほ先生の?（ホニャララ）
みずほ先生がもしも、何かに遭遇したという宇宙的解釈を元に考えるコーナー。
勝手に木崎湖観光協会
おねがいシリーズの舞台となっている木崎湖を推薦するコーナー。
おねがいオリンピック
おねがいシリーズ全キャラがいろいろなテーマでのナンバーワンを決める。
- 太陽のような人No.1 - 宮藤深衣奈
- よく気がつきそうな人No.1 - 水澄楓
- 世界の中心で愛を叫びそうな人No.1 - 四道跨
- 本物のオリンピックに出ても金メダルを取れそうな人No.1 - 四道跨
- 食欲の秋で食い倒れそうな人No.1 - 草薙桂
- 鍋奉行しそうな人No.1 - 草薙桂
- チョコレートを一番もらえそうな人No.1 - まりえ

ラジオドラマ
おねがいシリーズのラジオドラマを放送するコーナー。第11回から第16回までは、おね2アナザーストーリー『おねがい☆フレンズ』が放送された。

## 関連記事
- ゴクラク!もえもえステーション
- アニラジ